# Sei Muroya
Sei Muroya (jap. 室屋 成 Muroya Sei; ur. 5 kwietnia 1994 w Osace) – japoński piłkarz. Obecnie występuje w FC Tokyo.

## Kariera klubowa
Od 2016 roku gra w zespole FC Tokyo. W 2020 roku został kupiony przez Hannover 96.

## Kariera reprezentacyjna
Został powołany do kadry na Igrzyska Olimpijskie w 2016 roku.